# Bulwersturmvogel
Der Bulwersturmvogel (Bulweria bulwerii) ist eine monotypische Art aus der Familie der Sturmvögel. Die Art ist ein sehr seltener Irrgast an den Küsten Europas. Es gibt einige wenige Nachweise für Großbritannien, Irland, Frankreich, Italien, Spanien und Portugal. Name, lateinischer Name und Gattungsname verweisen auf den englischen Naturforscher und Maler Reverend James Bulwer (1794–1879), der das Typus-Exemplar, anhand dem die Art beschrieben wurde, auf Madeira gesammelt hatte.

## Beschreibung
Beim Bulwersturmvogel handelt es sich um eine sehr dunkel rußbraune, kleine und schlanke Sturmvogelart mit langen, schmalen Flügeln, die aufgrund hellerer Armdecken oberseits eine blasse Längsbinde tragen. Die Flügelunterseite ist einfarbig dunkel, der Schnabel schwarz. Die Füße sind fleischfarben. Der recht lange Schwanz ist ein arttypisches Merkmal. Er ist meist zusammengelegt und wirkt dann sehr schmal, wenn er aufgefächert wird, was eher selten der Fall ist, macht er einen keilförmigen Eindruck.
Der Bulwersturmvogel erreicht eine Körpergröße zwischen 26 und 28 Zentimeter und wiegt zwischen 78 und 130 Gramm. Die Flügelspannweite beträgt 68 bis 73 Zentimeter.

## Stimme
Die Art ruft nur nachts am Brutplatz. Von dort ist ein dumpfes, heiser bellendes und gereihtes hroo zu vernehmen, das an eine Dampflok erinnert.

## Verbreitung und Bestand
Der Bulwersturmvogel ist pantropisch verbreitet. Brutgebiete in der Westpaläarktis finden sich auf den Azoren, Madeira, Kanaren und den Kapverden. Im Pazifik kommt die Art vom Osten Chinas bis nach Hawaii und den Marquesa-Inseln vor. Der europäische Brutbestand dieser Art beträgt etwa 7.000 bis 9.000 Brutpaare.

## Lebensweise

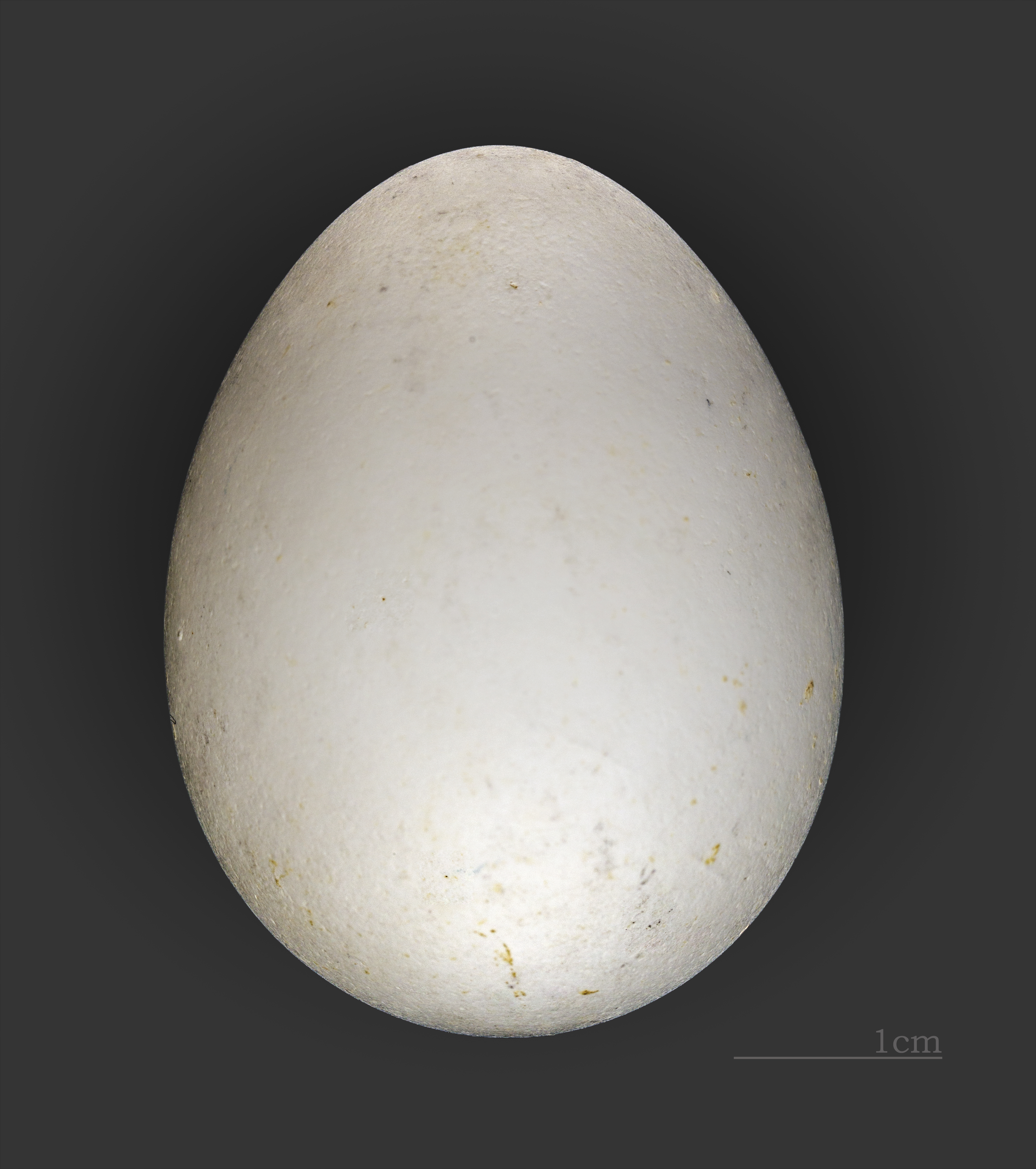
Bulwersturmvogel Bulweria bulwerii

Bulwersturmvögel sind Koloniebrüter. Sie bauen ihre Nester in kleinen Höhlen unter Felsblöcken oder Felswänden. Der etwas größere Sepia-Sturmvogel ist ein Nistplatzkonkurrent, so dass die Bulwersturmvögel häufig auf Brutplätze mit recht kleinen Eingängen ausweichen müssen.
Am Brutplatz halten sich die Vögel von April bis August auf. Nach Ende der Brutzeit kommt es zu Streuungswandungen in alle Ozeane der tropischen und subtropischen Zonen. Die Nahrung der Bulwersturmvögel besteht überwiegend aus Plankton und Kammquallen.